# Косьмово (Московская область)
Косьмово — деревня в Можайском районе Московской области в составе сельского поселения Бородинское. Численность постоянного населения по Всероссийской переписи 2010 года — 8 человек. До 2006 года Косьмово входило в состав Бородинского сельского округа.
Деревня расположена в северо-западной части района, примерно в 14 км к северо-западу от Можайска, на западном берегу Можайского водохранилища, высота центра над уровнем моря 196 м. Ближайшие населённые пункты — Троица на северо-запад и Левашово на юг. У деревни проходит региональная автодорога 46Н-05489 Бородино — Бабынино.